# Tyro (Kansas)
Tyro – miasto w Stanach Zjednoczonych, w stanie Kansas, w hrabstwie Montgomery.